# Sección de Rescate e Intervención en Montaña
La Sección de Rescate e Intervención en Montaña (originariamente Sección Rural Especial de Intervención en Montaña), o SEREIM por sus siglas, es una unidad de la Guardia Civil en España para el rescate de montañeros y espeleólogos. También colabora en la realización de labores de Policía Judicial en lugares de altitud y difícil acceso.